# Francisco Pacheco

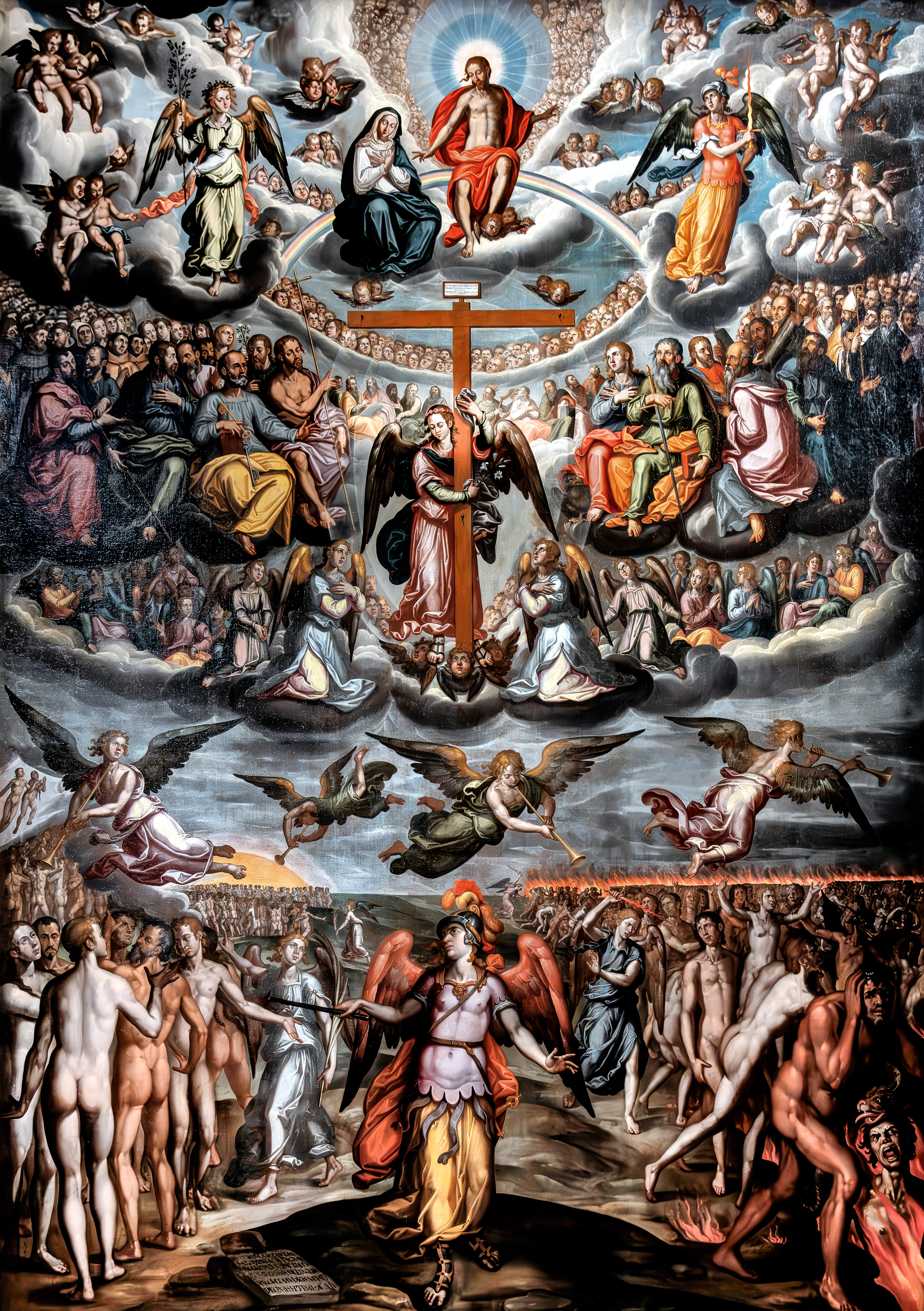
Juicio Final, óleo sobre lienzo, 338 x 235 cm, Castres, Museo Goya. Contratado en 1610 con Hernando de Palma para la sepultura que este caballero poseía en la iglesia del convento de Santa Isabel de Sevilla y fechado en 1611, el lienzo fue robado por el mariscal Soult en 1810. El propio Pacheco se ocupó extensamente del cuadro en El arte de la pintura, indicando que entre las muchas figuras había incluido su autorretrato en el grupo de la derecha, donde entre una figura entera de espaldas, «mancebo hermosísimo junto a una hermosa mujer (...) puse mi retrato frontero hasta el cuello, pues es cierto hallarme presente este día».

Francisco Pacheco (Sanlúcar de Barrameda, 1564-Sevilla, 1644) fue un pintor y tratadista de arte español, del periodo manierista. Su verdadero nombre era Francisco Pérez del Río, pero adoptó como propio el nombre de su tío, el licenciado y canónigo Francisco Pacheco. Fue maestro y suegro de Velázquez, así como maestro de Alonso Cano y Francisco López Caro.

## Biografía
Hijo de Juan Pérez y de Leonor del Río, Francisco Pacheco nació en Sanlúcar de Barrameda y fue bautizado el 3 de noviembre de 1564. Antes de 1580 se trasladó a Sevilla, donde su tío el licenciado Francisco Pacheco era canónigo de la Catedral. Bien relacionado con los ambientes cultos de la ciudad e interesado en cuestiones artísticas, el licenciado Pacheco encabezaba una tertulia de cuyo mantenimiento iba a encargarse su sobrino a su muerte. 
En Sevilla adoptó el apellido del tío y realizó su aprendizaje con el apenas conocido pintor sevillano Luis Fernández. En 1585 terminada su formación, arrendó una casa en la calle de los Limones, titulándose maestro pintor.
Contrajo matrimonio el 17 de enero de 1594 con María Ruiz de Páramo, esta fecha marcó el inicio del periodo de consolidación del pintor gaditano. Sus buenas relaciones con el clero, la aristocracia y el poder municipal le proporcionaron una amplia clientela. También participó activamente en la defensa de los derechos profesionales de su gremio en algunas ocasiones contra el establecimiento de impuestos y en otras contra artistas de otros gremios que ocupaban competencias propias de los pintores, como es el caso del conflicto que le enfrentó con Martínez Montañés. Participó en el túmulo levantado en Sevilla para la celebración de las honras fúnebres del rey Felipe II.
Con la entrada del siglo XVII, Pacheco se consolidó como el primer pintor de la ciudad de Sevilla, aunque pronto sería eclipsado por el pintor de origen flamenco Juan de Roelas que permanecería en la ciudad entre los años 1604 y 1616. En 1610 emprendió un viaje a Madrid que le llevaría hasta octubre de 1611 y en el que hay constancia de su visita a El Escorial y Toledo, donde trató con El Greco. En ese mismo año entró en su taller como aprendiz Diego Velázquez. En esta época, Pacheco acumuló cargos y títulos que incrementaron su estatus social, así recibió el título gremial de "veedor del oficio de la pintura" y el Tribunal de la Inquisición el de "veedor de pinturas sagradas" en 1618. Humanista culto, con conocimientos teológicos, reunió en torno suyo un círculo de poetas y eruditos, en una especie de academia neoplatónica, a la que asistían intelectuales prestigiosos de Sevilla como Pablo de Céspedes, donde se buscaban apoyos para ennoblecer el arte de la pintura: Ut pictura poesis (la pintura es como la poesía). El periodo de declive se inicia a partir de 1626 con el auge de Francisco de Zurbarán y Francisco Herrera el Viejo. 
Escribió un Libro de los retratos, una colección incompleta de casi setenta retratos acompañados de pequeñas semblanzas biográficas al pie de los principales ingenios de su tertulia y de otras celebridades artísticas y literarias. Los originales se conservan repartidos entre el Museo Lázaro Galdiano de Madrid y la Biblioteca del Palacio Real y fue publicado íntegro por José María Asensio en 1886. En los últimos años de su vida se dedicó a redactar un tratado artístico que tituló Arte de la Pintura, concluido en 1641 y publicado póstumamente en 1649, que constituye uno de los mejores tratados artísticos del barroco español. Falleció en 1644 siendo enterrado el 27 de noviembre en la iglesia de San Miguel.

## Su relación con Velázquez
El 17 de noviembre de 1611 Pacheco firmó el contrato por el que recibía como aprendiz a Velázquez, quien llevaba algunos meses en su casa. En 1618 consintió el matrimonio del joven pintor con su hija Juana Pacheco (Sevilla, 1 de junio de 1602 - Madrid, 10 de agosto de 1660), un hecho no inusual en la época, donde el maestro casaba a sus hijas con sus alumnos más aventajados. Hizo gestiones para que Velázquez viajase a Madrid y le introdujo ante el Conde-duque de Olivares, lo que daría un vuelco a su carrera.

## Estilo y obra

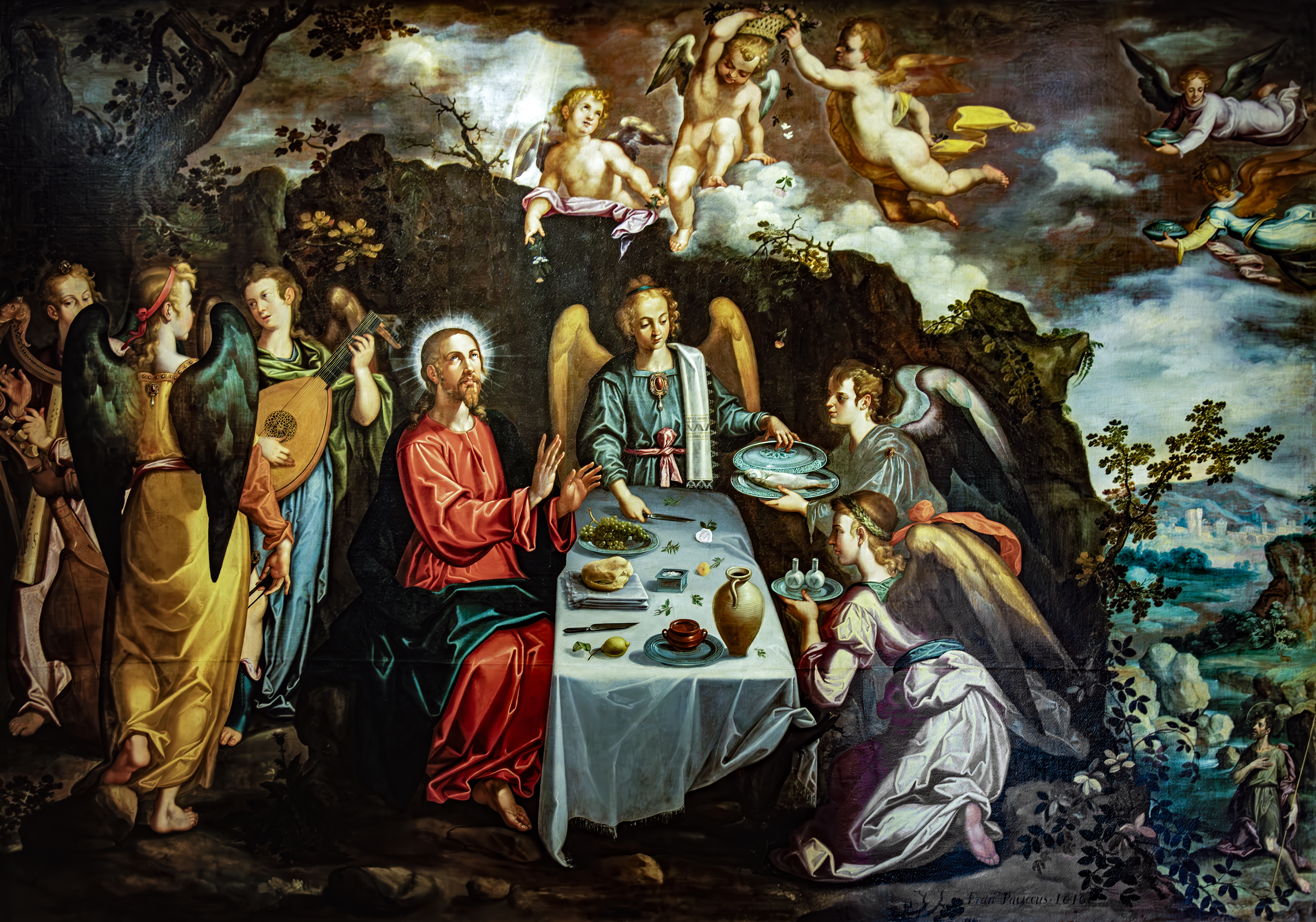
Cristo servido por los ángeles en el desierto, (1615), óleo sobre lienzo, 268 x 418 cm, Castres, Museo Goya. Pintado para el refectorio del monasterio de San Clemente el Real de Sevilla, en los objetos de bodegón sobre la mesa podría advertirse la participación del joven Velázquez, en la que sería la primera obra conservada de su carrera.

Admirador de Rafael, su obra se caracteriza por un manierismo de corte académico de influencia del arte italiano y flamenco. Sigue las formas de los grandes maestros, pero representa las figuras y ropajes con una dureza estática. No evolucionó demasiado, tal vez hacia el realismo y es valorado como buen dibujante y modesto pintor. Sin embargo, dada su dedicación al estudio, análisis y explicación del arte, Pacheco influyó mucho en la iconografía de la época. 
Es muy singular su pintura hagiográfica, que ocupa el grueso de su producción, y aunque en menor medida pintó también retratos y más excepcionalmente motivos mitológicos, representados en la serie de pinturas al temple sobre lienzo que pintó en 1603 para uno de los techos de la Casa de Pilatos (Sevilla). Como historiador de arte, sus escritos son fundamentales no sólo en datos sobre tendencias, escuelas y artistas, sino también por la explicación puntual de técnicas pictóricas, especialmente por las normas sobre la policromía de esculturas. 
Igualmente son de sumo interés los retratos que realizó a lápiz de los prohombres hispalenses, unos 160, que pasaron por su tertulia a lo largo de 54 años, cuyo cuaderno se encuentra en el Museo Lázaro Galdiano, de Madrid.
En el apéndice del tercero de los libros que componen El arte de la pintura, Pacheco precisa con exactitud la iconografía con la que se han de representar en pintura los asuntos religiosos más importantes para que reflejen de forma fiel el sentido de los textos sagrados. Esta actitud, muy del agrado del Santo Oficio, llevó a que le comisionaran para que vigilase la ortodoxia de las pinturas sagradas.
Tuvo trato con el Greco, de quien escribió que «lo que hizo bien, ninguno lo hizo mejor, y lo que hizo mal, ninguno lo hizo peor», y con Vicente Carducho y se carteó entre otros con el vallisoletano Diego Valentín Díaz, todos ellos artistas cultos. Al conceder la primacía al dibujo sobre el color, tuvo siempre como modelos a Miguel Ángel, Rafael y Alberto Durero, aunque no dejó en el Arte de la pintura de rendir homenaje a otros muchos maestros, entre ellos a Correggio.

## Exposiciones monográficas
En 2016 el Museo de Bellas Artes de Sevilla dedicó al pintor una exposición con el título de Francisco Pacheco, teórico, artista, maestro.

## Obras principales

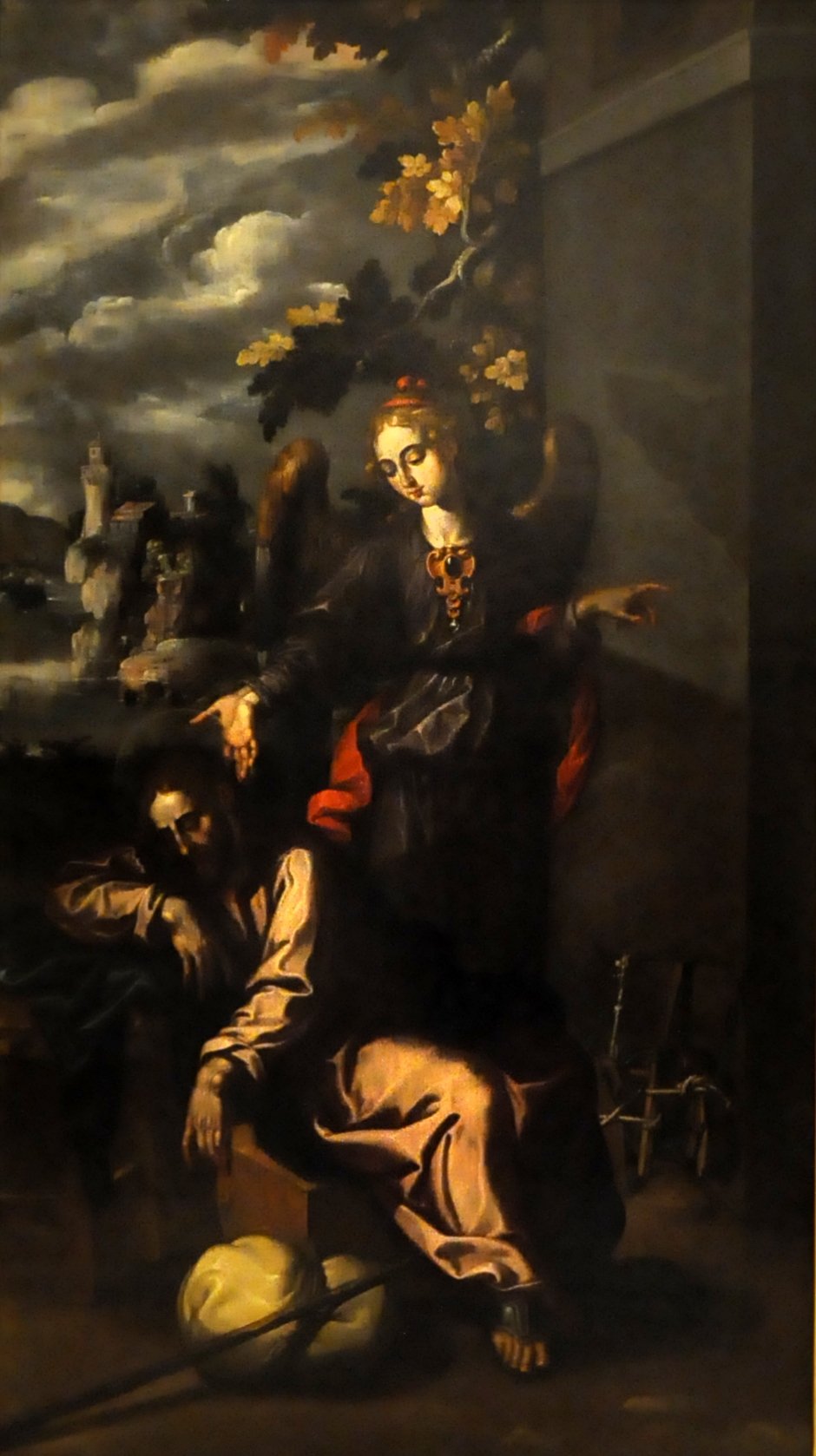
Sueño de José, óleo sobre lienzo, 148 x 84 cm, Madrid, Real Academia de Bellas Artes de San Fernando.

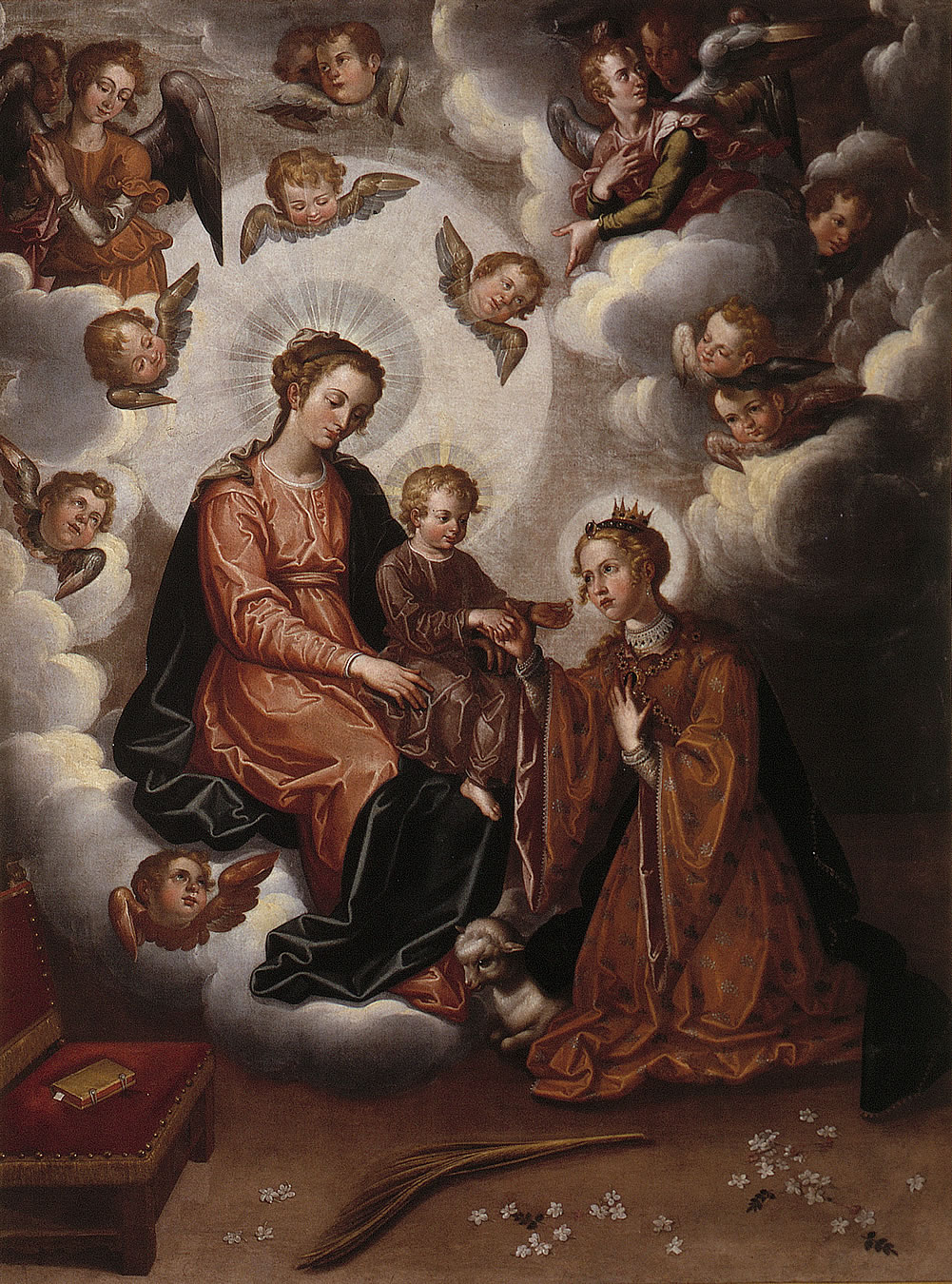
Desposorios Místicos de Santa Inés de 1628, Museo de Bellas Artes de Sevilla.

### Pictóricas
- Conjunto de cuatro tablas que representan a San Juan evangelista en Patmos, el prendimiento, Martirio y Ascensión de este santo (1585-1589)
- Cristo con la cruz a cuestas (1589)
- Virgen de Belén (1590), Catedral de Granada
- San Juan Bautista (1597), Iglesia de Santa María de las Nieves de Bogotá
- San Andrés (1597), Iglesia de Santa María de las Nieves de Bogotá
- San Antonio con el niño (1599), Iglesia de Nuestra Señora de los Dolores de las Hermanas de la Cruz de Utrera
- El Salvador con San Juan Bautista y San Juan evangelista (1599), Carabanchel
- Serie de pinturas para el Convento de la Merced de Sevilla (1600-1611)
  - San Pedro Nolasco recibiendo la bula de Fundación
  - Aparición de la Virgen a San Ramón Nonato, Museo de Bellas Artes de Sevilla
  - San Pedro Nolasco embarcando para redimir cautivos, Museo de Bellas Artes de Sevilla
  - San Pedro Nolasco desembarcando con los cautivos redimidos, Museo Nacional de Arte de Cataluña
  - La última comunión de San Ramón Nonato, Bowes Museum de Bernard Castle
- Retablo de la capilla del capitán García de Barrionuevo (1602), Iglesia de Santiago de Sevilla
- Dibujo de San Jerónimo (1602), Galería Uffizi, Florencia
- Frescos del techo principal de la Casa de Pilatos (1604), en Sevilla
- Conjunto de cuatro pinturas del retablo de San Juan Bautista en el desaparecido convento de la Pasión de Sevilla (1605), Museo de Bellas Artes de Sevilla
- Anunciación (1605), Museo de Bellas Artes de Córdoba
- Retablo de la capilla de San Onofre (1606)
- Cuadros para el retablo de la iglesia del Santo Ángel de Sevilla (1608), Museo del Prado de Madrid
- Dibujo de la Adoración de los pastores (1607), Galería Uffizi, Florencia
- San Pedro y San Jerónimo (1601-1610), Iglesia de San Isidoro en Sevilla
- Cristo crucificado (1611), Iglesia del Coronil
- Juicio final (h. 1611-1614), para la iglesia del convento de Santa Isabel de Sevilla. Robada por el Mariscal Soult en 1810 y actualmente en el Museo Goya de Castres (Francia). Un gran dibujo preparatorio se conserva en el Museo del Prado
- Pinturas para el retablo de San Alberto de la iglesia del Santo Ángel de Sevilla (1612)
- Virgen del Rosario (1612), Iglesia de la Magdalena de Sevilla
- Inmaculada (1612), Universidad de Navarra
- Conjunto de seis tablas procedentes de la iglesia de San Esteban (1610-1620), Museo de Bellas Artes de Sevilla
- Conjunto de pinturas para el retablo del Convento de San Clemente en Sevilla (1613)
- Santa Inés (1614-1615)
- Cristo servido por los ángeles en el desierto (1616)
- San Francisco (1617)
- Santo Tomás de Aquino (1617), iglesia de Santo Domingo de Sanlúcar de Barrameda.[3]
- La inmaculada con el retrato de Miguel Cid (1616-1617) Catedral de Sevilla
- San Joaquín y Santa Ana arrodillados ante la puerta dorada (1617-1620), Academia de San Fernando de Madrid
- El sueño de San José (1617-1620), Academia de San Fernando de Madrid
- Santa Catalina (1617-1620), Iglesia de San Andrés de Sevilla
- Dos tablas de La virgen y el Ángel de la anunciación (1620)
- Inmaculada con el retrato de Vázquez de Leca (1621)
- Inmaculada (1624), Iglesia de San Lorenzo, en Sevilla
- Un caballero (1625), Clark Art Institute de Williamstown, Estados Unidos
- Los desposorios místicos de Santa Inés (1628), Museo de Bellas Artes de Sevilla
- Inmaculada (1630)
- Retratos de Don Francisco Gutiérrez de Molina y su esposa Jerónima Zamudio (1630), Catedral de Sevilla
- Pinturas para el retablo del desaparecido convento de la pasión de Sevilla (1631), Museo de Bellas Artes de Sevilla
- Una dama y un caballero jóvenes (1630-1632), Museo de Bellas Artes de Sevilla
- Una dama y un caballero ancianos (1630-1632), Museo de Bellas Artes de Sevilla
- San Fernando recibiendo las llaves de Sevilla (1634), Catedral de Sevilla
- Cristo crucificado (1637)
- San Miguel Arcángel (1637)
- La flagelación (1638)

### Literarias
- Libro de descripción de verdaderos retratos de ilustres y memorables varones, manuscrito incompleto compuesto en Sevilla entre 1599 y 1637[4] y publicado por vez primera por José María Asensio en 1886.
- Arte de la pintura, su antigüedad y su grandeza (Sevilla: Simón Fajardo, 1649; hay tres ediciones posteriores, una decimonónica de Cruzada Villamil, la de Sánchez Cantón de 1946 y la de Bonaventura Bassegoda i Hugas de 1990).
- «Sobre la circuncisión y el bautismo de Cristo», 1631, en Tratados de erudición de varios autores, BNM Ms. 1713, fols. 261r-265r.